# Christiane Brandy Ngatcheu Djeutchoko
Christiane Brandy Gatcheu Djeutchoko est une volleyeuse camerounaise au poste de réceptionneuse-attaquante,.

## Carrière
Christiane Brandy Gatcheu Djeutchoko, née le 25 mars 2003, est une volleyeuse camerounaise au poste de réceptionneuse-attaquante.
Elle évolue dans des clubs locaux à savoir Litto Volleyball pendant la saison 2023-2024 et Bafia Volleyball Evolution pendant la saison 2022-2023.
De 2019 à 2023, elle participe successivement à la coupe du monde de volleyball tenue en Egypte avec l'équipe nationale des moins de 18 ans (U18), aux Jeux de la Solidarité Islamique de Turquie, au Volleyball Challenger Cup en Croatie et au Championnat du monde prévu au Pays-Bas et en Pologne dans l'équipe nationale féminine et aux championnats africains des moins de 21 ans (U21) tournoi pendant lequel elle remporte la médaille de bronze ,,,,,,.
En 2022, elle remporte avec la Bafia Volleyball Evolution la coupe du Cameroun et la Camtel Volleyball Championship face aux Forces Armées et Police lors des deux compétitions.

## Clubs et sélection nationale
2019: Équipe nationale féminine U18
2022: Bafia Volleyball Evolution (BVE)
2021: Équipe nationale féminine
2023: Litto Volleyball (LVB)
2023: Équipe nationale féminine U21

## Palmarès
- 2021 : Championne du Cameroun avec le Bafia Volleyball Evolution[11]

- 2022: Médaille de bronze au Championnat d'Afrique féminin de volley-ball U21 2022
- 2022: Médaille d'or lors de la coupe du Cameroun

- 2022: Médaille d'or à la Camtel Volleyball Championship

- 2023: Médaille de bronze au Championnat d'Afrique féminin de volley-ball 2023[12]